# NGC 6787
NGC 6787 é uma galáxia espiral barrada (SBb) localizada na direcção da constelação de Draco. Possui uma declinação de +60° 25' 03" e uma ascensão recta de 19 horas, 16 minutos e 10,5 segundos.
A galáxia NGC 6787 foi descoberta em 10 de Setembro de 1885 por Lewis A. Swift.